# Поках
Вивијан де Кјерос Переира (порт. Viviane de Queiroz Pereira, рођена 17. октобра 1994), познатија по сценском имену Поках, или као MC Покахонтас, је бразилска певачица и кантауторка.

## Биографија
Вивијан де Кјерос Переира је рођена у Кејмадосу, Рио де Жанеиро, 17. октобра 1994. године, а одрасла је у Дуке де Каксијас. Ћерка Марине де Кјерос и Леонарда Переире, афричког је, португалског и бразилског порекла. Пре музичке каријере радила је маникир у козметичком салону своје мајке. Њен први контакт са музиком био је пратња старијег брата на турнејама са његовим рок бендом када је имала 12 година, а током средњошколских година упознала се са фанк кариоком.
Званично је започела своју каријеру 2012. године објавом песме "Mulher do Poder", која је достигла преко 11 милиона прегледа на Јутјубу и сматрана је обележјем на тада цветаћој фанк сцени. Њено задње уметничко име, „МС Покахонтас“, потиче од њене физичке сличности са истоименим Дизнијевим ликом. Како су 2010-те пролазиле, МС Покахонтас је објавио сарадњу са Наиаром Азеведо и Дани Русо „Ó Quem Voltou“, који је јако брзо постао популаран), и МС Мирела („Quer Mais?"); обе сарадње су добиле сертификат дуплог платинума.
Почетком 2019. године, Покахонтас је потписала уговор са Ворнер музичком групом, променивши своје уметничко име у Поках како би избегла оптужбе за кршење ауторских права од стране Дизнија. Њено прво издање „Não Sou Obrigada“, изашло је у априлу; описано је као „ода оснаживању жена“, и брзо је достигао преко 11 милиона прегледа на Јутјубу и 35 милиона стримова на Спотифају. У октобру је била номинована за BreakTudo наградама 2019. у категорији „Бразилски нови уметник“, добивши још једну номинацију у издању 2020. за „Најбољи видео запис“ са својом сарадњом са Клеом Пирес, „Queima“.

## Лични живот
Од 2014. до 2016. Поках је била удата за свог менаџера и колегу фанк певача Матеуса Варгаса, познатог као МС Руба Сена, са којим има ћерку Викторију (рођену 2016). У августу 2019. започела је везу са промотером Ронаном Соузом, бившим Анитиним дечком. Касније у децембру регистровали су своје домаће партнерство.
Поках је отворено бисексуална; први пут је о томе говорила када је имала 13 година. У интервјуу за магазин ISTOÉ, 2020. године, она је себе такође описала као феминисткињу.